# Antheomorphe elegans
Antheomorphe elegans is een zeeanemonensoort. De anemoon komt uit het geslacht Antheomorphe. Antheomorphe elegans werd in 1882 voor het eerst wetenschappelijk beschreven door Hertwig. 